# Cytaea flavolineata
Cytaea flavolineata är en spindelart som beskrevs av Lucien Berland 1938. Cytaea flavolineata ingår i släktet Cytaea och familjen hoppspindlar. Inga underarter finns listade i Catalogue of Life.